# Roch Hachana (traité)
Cet article traite du traité Roch Hachana. Pour la fête y relative, voir Roch Hachana.
Le traité Roch Hachana (hébreu : ראש השנה « début de l'an ») est le huitième de l'ordre Moëd dans la Mishna et les Talmuds. Il traite des lois du calendrier hébraïque, en particulier de la fixation des nouveaux mois, et des ordonnances sur l'usage du chofar lors de la fête de Roch Hachana, célébrée les deux premiers jours de tishrei.

## Objet du traité
Le traité élabore d'une part sur les lois du calendrier, encore basées au temps de la Mishna sur l'observation directe de la naissance de la lune et l'authentification des témoignages par un sanhédrin ; elle nécessite, au vu de l'existence de communautés parfois éloignées du centre jérusalémite, l'envoi d'émissaires dont la mission a dans certains cas priorité sur le chabbat. 
D'autre part, elle est, ainsi que l'indique son nom, consacrée à la fête de Roch Hachana et à son ordonnance biblique principale : faire résonner le chofar, un cor fabriqué dans une corne d'animal.

## Mishna
La Mishna résulte vraisemblablement de la combinaison de plusieurs sources (didactiques, législatives, historiques, etc.). Elle comprend 34 mishnayot (articles), réparties en quatre chapitres.

### Premier chapitre
Le premier chapitre (arba'a rashei shanim) contient des enseignements numériques : les quatre commencements de l'année (dont seul le troisième continue à être couramment appelé Roch Hachana de nos jours), les quatre jours de jugement, les six mois au cours desquels le Sanhédrin envoie des émissaires annoncer la néoménie aux communautés en diaspora, les deux mois pour lesquels cette mission a priorité sur le chabbat même si la nouvelle lune est visible de tous.
Le sujet de la sanctification du mois ayant été introduit, il est enseigné que Rabban Gamliel jugeait l'affaire si importante qu'il avait envoyé quarante paires de témoins.

Le témoignage d'un père et de son fils sur la vision de la nouvelle lune était accepté, ainsi que celui d'un homme et d'autres proches parents alors qu'ils auraient été récusés en raison de leur parenté en toute autre affaire. Les seuls témoignages irrecevables étaient ceux des joueurs, prêteurs à intérêt et autres individus qui ne seraient pas crédibles dans des affaires financières.
Il était prescrit, au vu de l'importance du témoignage de pourvoir à tous les besoins d'un témoin. S'il était frêle, il fallait le soutenir voire le transporter, s'il avait des besoins, il fallait y pourvoir, etc.

### Second chapitre
Le second chapitre (im eynan makirin) poursuit le sujet : un témoin inconnu du Sanhédrin devait être accrédité par un accompagnateur, vu que des éléments séditieux du judaïsme faussaient volontairement les témoignages. C'est d'ailleurs pour cette raison que les témoignages ont été institués car autrefois, on signalait les nouvelles lunes par des feux qu'on se relayait jusqu'en Babylonie.
Les témoins étaient entendus et leurs témoignages vérifiés par des membres du Sanhédrin dans une grande cour appelée Beit Yaazek où on leur offrait de grands repas pour les fidéliser. La première paire de témoins arrivés était interrogée la première, chacun séparément, sur l'apparence de la conjonction lunaire dont les motifs étaient peints sur les murs de la cour. Les membres du Sanhédrin devaient posséder des connaissances astronomiques suffisantes pour établir la vérité des témoignages. Lorsque les témoignages concordaient, on n'interrogeait plus les autres témoins que de manière superficielle, afin de ne pas les dévaloriser et de les fidéliser. 
Le président du tribunal rassemblait ensuite une grande foule, annonçait « sanctifié » et l'assemblée reprenait en chœur.
Il arriva, lors d'un mois de tishrei, que Rabbi Dossa ben Harkinas et Rabbi Yehoshoua refusent d'accepter un témoignage que Rabban Gamliel avait validé. Celui-ci leur ordonna de se présenter à Yavné avec leur bâton et leur argent au jour qui devait être Yom Kippour selon leur calcul (il est interdit en ce jour de transporter un objet, à plus forte raison de l'argent, sur plus de quatre coudées). Rabbi Akiva se rendit chez eux et fit valoir qu'ils devaient se conformer à l'opinion de Rabban Gamliel, quand bien même elle serait erronée, car contester l'autorité de son tribunal équivaudrait à remettre en cause celle du tribunal de Moïse. Rabbi Dossa et Rabban Gamliel se réconcilièrent.

### Troisième chapitre
Le troisième chapitre (re'ouhou beit din) achève de traiter de la sanctification du mois avec les problèmes qui pouvaient se poser et leur réalisation : lorsqu'il n'y avait pas assez de temps pour réaliser la cérémonie de sanctification du mois, la néoménie était consacrée et célébrée le jour suivant ; lorsque les seuls témoins étaient les membres du Sanhédrin, un autre membre devait procéder à leur audition et examiner leur témoignage (en tous les cas, le témoignage d'un seul n'était pas accepté).
La Mishna passe ensuite aux lois de Roch Hachana et du chofar. Celui-ci peut être construit dans n'importe quelle corne d'animal, à l'exception de celle de la vache. Celui de Roch Hachana doit être recouvert d'or et avoir une forme particulière, ainsi que ceux des jeûnes et du Jubilé ; il en est de même des trompettes qui les accompagnent. Certains défauts peuvent rendre le chofar impropre à l'usage, surtout s'il ne peut plus émettre une sonnerie assez puissante. 
Lorsqu'on se trouve (en temps de persécution) dans une grotte ou un puits et qu'on fait sonner le chofar, on s'acquitte de son devoir si on en entend le son mais non l'écho. De même, si une personne passe derrière une synagogue au moment où l'on y sonne du chofar ou lorsqu'on y lit la Meguila (le Livre d'Esther, lors de la fête de Pourim), elle ne s'acquitte de son devoir que si elle écoute avec attention (dirigeant son cœur vers Dieu). La Mishna en profite pour rappeler que ce fut aussi le cas lorsque Moïse donna la victoire aux Israélites en levant les mains lors de l'attaque des Amalécites et guérit les enfants d'Israël en érigeant la statue d'un serpent en cuivre : dans les deux cas, le miracle ne s'opéra que parce que les enfants d'Israël dirigèrent leurs pensées vers Dieu.

### Quatrième chapitre
Le quatrième chapitre expose les institutions de Rabban Yohanan ben Zakkaï après la chute du Temple :
- alors que, du temps du Temple, on ne soufflait du chofar qu’à Jérusalem et dans ses alentours immédiats lorsque Roch Hachana avait lieu à chabbat, Yohanan ben Zakkaï institua qu’on en soufflerait désormais à Yavné et en tout endroit où se tenait un beit din (tribunal rabbinique) mais seulement dans le beit din ;
- alors qu’on ne réalisait la prescription du loulav qu’un jour en dehors du Temple, du temps où il était debout, Rabban Yohanan décréta qu’on la réaliserait durant les sept jours de Souccot, en souvenir du Temple. De même, il interdit de manger du grain de la nouvelle récolte le jour du balancement (second jour de Pessa'h) ;
- alors qu’on n’examinait plus les témoignages sur la lunaison après une certaine heure et qu’on préférait sanctifier les deux jours comme début du mois, Rabban Yohanan déclara qu’on accepterait les témoignages pendant toute la journée et ce, ajoute Rabbi Yehoshoua ben Karha, même en l’absence de l’av beit din.

La Mishna conclut par l’ordonnance de la liturgie de Roch Hachana et des différentes traditions de Rabbi Yohanan ben Nouri, Rabbi Akiva et Rabbi Yosse concernant les sonneries lors des malkhouyot, zikhronot et shofrot, les passages bibliques qu’il convient d’y lire (les malkhouyot rappelant la royauté divine, les zikhronot sa providence et les shofrot les sonneries du chofar lors de la rédemption future) et leur ordre.
On enseigne aussi la conduite à tenir par l’officiant lors de la sonnerie, ce que l’on fait et ne fait pas avec un chofar lors de Roch Hachana et, enfin, la manière de sonner les différentes sonneries : une tekia (sonnerie) équivaut à trois terouot (« clameurs ») et une teroua à trois yevavot (« sanglots »). Les sonneries suivent un ordre et doivent être distinctes l’une de l’autre. Bien que selon une opinion, chaque orant doive en souffler, Rabban Gamliel enseigne que les sonneries de l’officiant acquittent l’assemblée.

## Tossefta
La Tossefta Rosh Hashana, compilation de traditions extra-mishnaïques visant à expliquer et complémenter la Mishna, est divisée en deux chapitres mais elle suit globalement l’ordre selon lequel les sujets sont traités.
Elle est plus riche en détails mais contient moins d’anecdotes historiques. De façon générale, alors que la Mishna met en exergue l’autorité du nassi et cite abondamment les ordonnances des Rabbanim Yohanan ben Zakkaï et Gamliel, la Tossefta les évoque à peine, faisant aussi l’impasse sur la dispute entre Rabban Gamliel et Rabbi Yehoshoua. 
Bacher et Rosenthal en concluent que la Tossefta à ce traité aurait été composée à l’époque du Talmud, où la préséance aurait été donnée à la sagacité plutôt qu’au lignage généalogique et académique.

## Guemarot de Babylone et de Jérusalem
La Guemara des Sages de Babylone et celle des Sages de Galilée qui forment, avec la Mishna, le Talmud de Babylone et celui de Jérusalem respectivement, discutent et expliquent les mishnayot. Les discussions portent d’une part sur des points de rite et d’autre part sur le devenir de l’âme.
Comme souvent, les discussions des Sages, qu'elles traitent de halakha (sujets légaux) ou de aggada (sujets non-légaux), excèdent le sujet de base et les Talmuds, en particulier celui de Babylone, sont riches en sentences, proverbes, histoires, légendes et autres interprétations.

### Perles de halakha
- « Vous mortifierez vos personnes (i.e. jeûnerez) dès le neuf du mois » (Lévitique 23:32) … Comment cela ? On commence à jeûner quand il fait encore jour, ce qui enseigne qu’on ajoute du profane au sacré[1].
- Hiyya bar Rav de Difti enseigne : « Vous jeûnerez dès le neuf du mois » - jeûnerait-on le neuvième et non le dixième jour ?! En vérité, c’est pour t’apprendre que celui qui mange le neuvième jour, l’Écrit considère que c’est comme s’il avait jeûné le neuvième et le dixième jour[2].
- Qui fait vœu de ne pas tirer bénéfice de son voisin pendant une année doit compter, un an jour pour jour ; pour cette année, même s’il a prononcé le vœu un 29 eloul, ce vœu prend fin le 1er tishrei[3].
- Quatre choses déchirent le décret d'un homme et les voici : la tsedaka, le cri, le changement de nom et le changement d'actes[4].
- Une lunaison ne peut se renouveler avant une période de 29 jours et demi, deux tiers d’heure et 73 halaqim[5].

### Perles d’aggada
- Rabbi Yehouda enseigne au nom de Rabbi Akiva : Dieu a dit « Dites devant Moi à Roch Hachana des malkhouyot, des zikhronot et des shofrot, des malkhouyot afin que vous Me fassiez régner sur vous, des zikhronot afin que monte devant Moi le souvenir de vous en bien et comment [le faire] ? Avec des shofrot[6]. »
- Les pécheurs d’Israël dans leur corps descendent dans la Géhenne et y sont jugés douze mois … qui sont les pécheurs d’Israël dans leur corps ? Rav a dit : un front où n’ont jamais été posés les tefillin[7].
- Rava a dit : qui passe outre son caractère, on passe outre ses fautes[7].
- On ne ment pas sur une chose qui finira par être connue[8].

## Source
- Cet article contient des extraits de l'article « Rosh Ha-Shanah » par Wilhelm Bacher & Ludwig A. Rosenthal de la Jewish Encyclopedia de 1901–1906 dont le contenu se trouve dans le domaine public.